# Pisak
Pisak je malo turističko mjesto na krajnjem istoku Omiške rivijere, udaljeno 18 km od Omiša, a 40 km od Splita. 

## Stanovništvo
Prema popisu stanovništva iz 2001. godine, Pisak je imao 208 stanovnika, koji se većinom bave iznajmljivanjem smještajnih kapaciteta u turističkoj sezoni. Stvarni je broj stanovnika veći jer u naselju postoje brojne vikendice, čiji vlasnici imaju prijavljeno prebivalište negdje drugdje.
| broj stanovnika |       |       | 48    | 79    | 92    | 227   |       |       | 214   | 212   | 183   | 147   | 118   | 116   | 208   | 202   | 150   |
|                 | 1857. | 1869. | 1880. | 1890. | 1900. | 1910. | 1921. | 1931. | 1948. | 1953. | 1961. | 1971. | 1981. | 1991. | 2001. | 2011. | 2021. |

## Zemljopis
Naselje Pisak nalazi se gotovo u cijelosti ispod Jadranske magistrale. Između Piska i Brela, ispod prijevoja Dubci, izvorište je biokovske Vrulje. Plaže su šljunčane, a samo djelomično pješčane i kamenite.

## Vanjske poveznice
- Pisak na stranici TZ Omiš  Arhivirana inačica izvorne stranice od 26. listopada 2007. (Wayback Machine)